# メカニマル

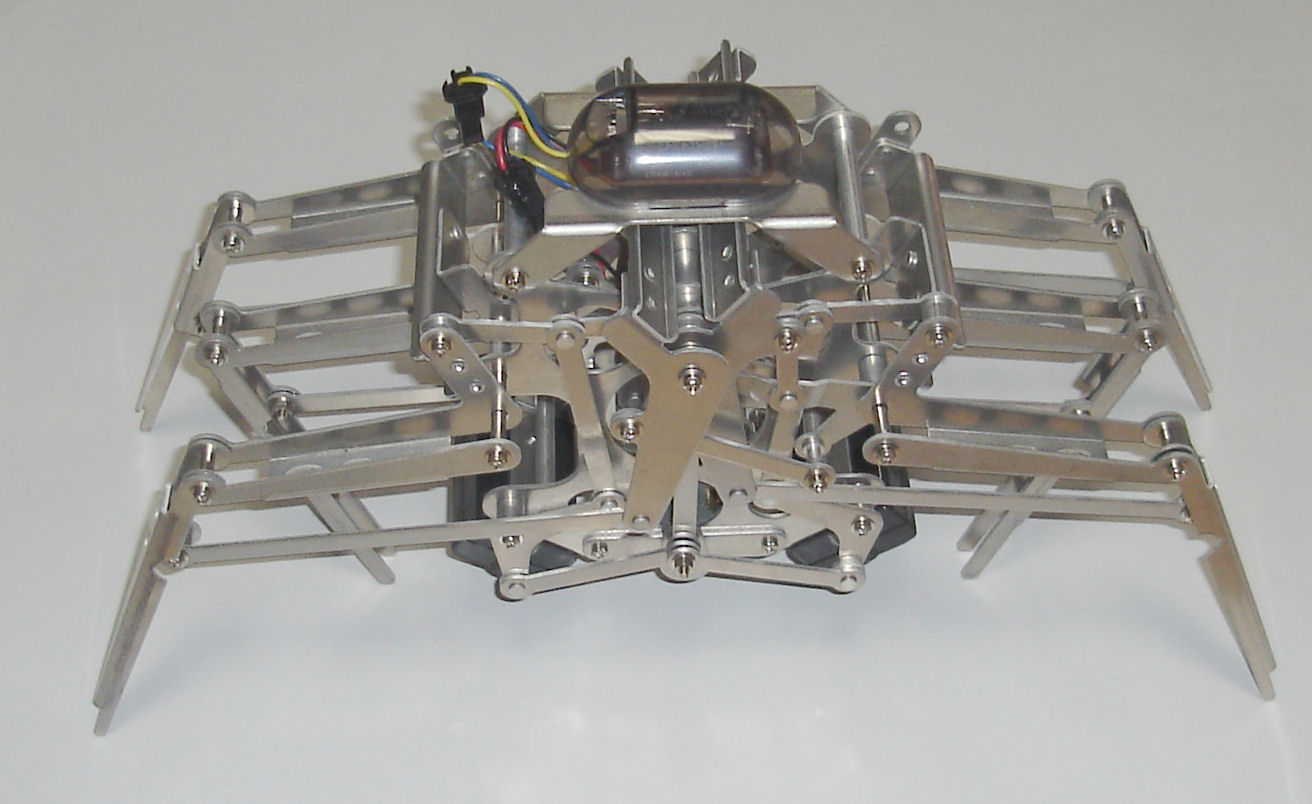
学研メカモ　クラブ（蟹）

メカニマルとはメカニック（機械）とアニマル（動物）の合成語で、動物の骨格・関節・筋肉を機械的な装置で模して作り、その運動機能や行動原理を理論的に再現しようとする試みによって生まれた機械装置、またはそれらを製品化した玩具である。

## 概要
メカニマルは、ロボット工学上において、生物の動作を研究する事で「最も効率の良い（洗練された）」動作を目指したものである。
この研究分野は1968年に、自動車工学技術者の富谷龍一と東京工業大学の森政弘によって始まり、メカトロニクスの能率的な動作の研究分野から派生した。目指したのは「可能な限り少ない動力」で「出来るだけ簡単な構造」により「最大限の（運動）効率」を得る…というもので、これらの基本原理は、今日の産業用ロボットにも応用されている。
ただ当初は、純粋に機械工学的な効率を追求していった結果「たまたま動物のような動作に行き着いてしまった」との事で、本来は動物の運動機能を機械で真似しようとした訳ではない。図らずも、現存する動物の運動機能が、力学や工学の上で如何に優れているかを実証してしまったといえる。
これらは基本的にはアクチュエータ（動力＋カムや歯車＝筋肉）とフレーム（骨格＋体）しか持たず、動作を制御するモーションセンサ（動力からのフィードバックを計測し、自分自身の姿勢を把握する感覚）やコンピュータ（頭脳）を持たないが、光や音といった単純な刺激に反応する種類のものも製作された。

## 展開
当初は機械工学的な興味から始まった研究分野では在るが、NHKのテレビ放送で紹介されると、玩具メーカーから商品化の要望が殺到、富谷龍一と森正弘は、工学的な教材として扱って欲しいという要望から、当時森政弘の関係していた学習研究社に持ち込まれた。そしてメカニマルは1972年にメカモシリーズとして発売された。発売後暫くは機構の面白さ、造型の美しさから大きな人気を得ていたものの、オイルショックで受けた打撃、鍍金に対する環境規制、子供には厳しい組み立て難度、テレビゲーム類の人気増大等の問題が重なり、1980年代初めに販売終了となる。
市販の途絶えた以降は、東海大学海洋科学博物館に1978年に機械水族館「メクアリウム」と銘打ち開設された、水棲生物（をモデルにしたもの）を中心に活動・展示されているものが、一般に見られるものとしては知られていた。沖縄海洋博以来のミツメムレツクリをはじめ、同博物館が製作したものを含む「生物」数十種が見られる。
販売終了以降は、製造費や鍍金の環境規制の問題から同社は長らく復刻を希望する声に応えられなかったが、2004年には大人の科学の1カテゴリーとしてメカモシリーズの再発売が行われている。同シリーズは往年のブームほど熱狂的ではないにせよ、インテリアとして、或いは当時欲しかったが買えなかった層などが購入している模様である。
玩具業界へ与えた影響は大きく、メカモの販売終了後はトミーのゾイド、バンダイのレボルト等、メカモの流れを汲んだ類似玩具が発売された。